# Liste de films français sortis en 1992
Listes de films français
- 1988
- 1989
- 1990
- 1991
- 1992
- 1993
- 1994
- 1995
- 1996

Liste non exhaustive de films français sortis en 1992

## 1992
| Titre                    | Réalisateur         | Distribution                                                                             | Genre              |
| ------------------------ | ------------------- | ---------------------------------------------------------------------------------------- | ------------------ |
| 588, rue Paradis         | Henri Verneuil      | Richard Berry, Claudia Cardinale, Omar Sharif                                            | Drame              |
| L'Accompagnatrice        | Claude Miller       | Richard Bohringer, Elena Safonova, Romane Bohringer, Samuel Labarthe                     | Drame              |
| L’Amant                  | Jean-Jacques Annaud | Tony Leung Ka-fai, Jane March, Melvil Poupaud                                            | Drame              |
| Amoureuse                | Jacques Doillon     | Charlotte Gainsbourg, Yvan Attal, Thomas Langmann, Stéphanie Cotta                       | Comédie dramatique |
| Betty                    | Claude Chabrol      | Marie Trintignant, Stéphane Audran, Jean-François Garreaud, Pierre Vernier               | Drame              |
| Le Cahier volé           | Christine Lipinska  | Élodie Bouchez, Edwige Navarro, Benoît Magimel, Marie Rivière                            | Comédie dramatique |
| Cuisine et Dépendances   | Philippe Muyl       | Agnès Jaoui, Jean-Pierre Bacri, Zabou Breitman                                           | Comédie de mœurs   |
| Les Eaux dormantes       | Jacques Tréfouël    | Philippe Caroit, Ludmila Mikaël, Danièle Delorme, Jacques Perrin                         |                    |
| Fatale                   | Louis Malle         | Jeremy Irons, Juliette Binoche, Miranda Richardson, Rupert Graves                        | Drame              |
| L'Inconnu dans la maison | Georges Lautner     | Jean-Paul Belmondo, Renée Faure, Cristiana Réali, François Perrot                        | Policier           |
| L.627                    | Bertrand Tavernier  | Didier Bezace, Jean-Paul Comart, Charlotte Kady, Jean-Roger Milo                         | Drame, policier    |
| Lunes de fiel            | Roman Polanski      | Hugh Grant, Kristin Scott Thomas, Emmanuelle Seigner, Peter Coyote                       | Drame, thriller    |
| Les Nuits fauves         | Cyril Collard       | Cyril Collard, Romane Bohringer, Claude Winter, Carlos López                             | Drame              |
| La Nuit de l'océan       | Antoine Perset      | Pierre-Loup Rajot, Jeanne Moreau, Assumpta Serna, Wadeck Stanczak                        | Drame              |
| Le Petit Prince a dit    | Christine Pascal    | Marie Kleiber, Anémone, Richard Berry, Marie Kleiber                                     | Drame              |
| Riens du tout            | Cédric Klapisch     | Fabrice Luchini, Daniel Berlioux, Marc Berman, Antoine Chappey                           | Comédie            |
| Room Service             | Georges Lautner     | Michel Serrault, Michel Galabru, Daniel Prévost, Jacques Jouanneau                       | Comédie            |
| La Sentinelle            | Arnaud Desplechin   | Emmanuel Salinger, Thibault de Montalembert , Bruno Todeschini, Marianne Denicourt       | Thriller           |
| Le Souper                | Édouard Molinaro    | Claude Rich, Claude Brasseur, Ticky Holgado                                              | Drame              |
| Tableau d'honneur        | Charles Nemes       | Guillaume de Tonquédec, Claude Jade, Philippe Khorsand, François Berléand, Cécile Pallas |                    |
| Toutes peines confondues | Michel Deville      | Patrick Bruel, Jacques Dutronc, Mathilda May, Benoît Magimel                             |                    |
| Un cœur en hiver         | Claude Sautet       | Daniel Auteuil, Emmanuelle Béart, André Dussollier, Élizabeth Bourgine                   | Drame              |
| Ville à vendre           | Jean-Pierre Mocky   | Tom Novembre, Michel Serrault, Richard Bohringer, Féodor Atkine                          | Comédie, policier  |